# ديريك غراهام
ديريك غراهام (بالإنجليزية: Derrick Graham)‏ هو لاعب كرة قدم أمريكية أمريكي، ولد في 18 مارس 1967 في غروفلاند في الولايات المتحدة.

## وصلات خارجية
- ديريك غراهام على موقع مرجع كرة القدم المحترفة.كوم (الإنجليزية)